# Televisione Radio del Mezzogiorno
Televisione Radio del Mezzogiorno, chiamata anche con l'acronimo TRM, è un'emittente televisiva italiana a carattere regionale ricevibile in Basilicata e Puglia e parzialmente in Molise. A livello di ascolti è la prima della Basilicata e fra le prime del sud. In passato ha fatto parte del circuito Tivuitalia.

## Storia

### Dagli inizi ai primi anni Novanta
I punti centrali dell'emittente subito si rivelano essere l'informazione locale del Videogiornale e i numerosi programmi di intrattenimento, spesso quiz o gare canore con partecipanti rigorosamente della città dei Sassi.
Si può ricordare un programma degli ultimi anni settanta dove artisti dilettanti, spesso con prestazioni indecorose o folkloristiche, sono sottoposti al voto di una giuria che esibisce vistosi cartelloni con voti da uno a dieci, in parte anticipando il modello de La corrida di Corrado.
L'emittente ha rappresentato un naturale palcoscenico per gli artisti lucani e pugliesi: primi fra tutti, i comici baresi Gianni Ciardo e Ninni Di Lauro, in seguito diventati assai popolari sulle emittenti pugliesi Telenorba e Antenna Sud dapprima, e poi nel programma nazionale Zelig Circus, su Canale 5.
Promuove e rivitalizza il Carnevale di Matera, che negli anni ottanta coinvolge tutta la città e culmina nei Sassi, offrendo ai materani un vero nuovo appuntamento di costume.
Da non dimenticare il merito della rete per l'invenzione del Luglio Materano in piazza San Pietro Caveoso, nel cuore dei Sassi, ricco di spettacoli di intrattenimento.
La festa patronale del 2 luglio, dedicata alla Madonna della Bruna, è raccontata anno per anno con dettagliate telecronache; memorabile lo sgomento dell'edizione del 1995, quando il carro trionfale è distrutto con largo anticipo sotto l'arco della Cattedrale romanica, infrangendo per la prima (e per fortuna unica) volta la secolare tradizione secondo la quale il carro arriva integro nella centrale piazza Vittorio Veneto.
Nella seconda metà degli anni ottanta, le telecamere di TRM girano per Matera con sketch comici, scherzi ed interviste ai passanti effettuati in programmi ideati e condotti da giovani materani tra cui un Antonio Andrisani agli esordi sugli schermi.
Videogiovani racconta la gioventù materana e si ricordano diversi spot umoristici.

### La crisi degli anni Novanta
Dagli inizi degli anni Novanta, però, il circuito nazionale Tivuitalia comincia ad assorbire il palinsesto in spazi sempre più larghi, denotando un incipiente crisi che è maturata senza sosta fino al 2000, quando la programmazione torna ad arricchirsi di due nuove produzioni: Rioni punto a capo e Matera City Network.
Nel 2002 e nel 2003 si tampona trasmettendo per la quasi totalità della giornata Striscia d'argento, cioè vari frammenti della programmazione passata, in onore del venticinquesimo anniversario dell'emittente.

### Al giorno d'oggi
Attualmente, la programmazione dell'emittente si alterna tra il Videogiornale ed un programma-contenitore quotidiano in diretta, Cucù, circa 7 ore di diretta al giorno nelle quali alla conduzione si alternano i volti della redazione e del cast artistico: Sergio Palomba, Mimma Maranghino, Andrea Rospi, Michele Cifarelli, Saverio Pepe, Giovanni Scandiffio e Filippo Olivieri, con la regia di Francesco Giase e Mario Raele, entrambi soci della Rvm Broadcast, società di produzione materana, partner tecnico dell'emittente.
Da annoverare, tra l'altro, l'annuale riproposizione di Aspettando il due luglio, format interamente dedicato alla festa patronale di Matera della Madonna della Bruna e la lunga diretta del 2 luglio, in occasione delle battute finali della nota e tradizionale manifestazione sacra popolare. Nel 2007, dopo 30 anni di trasmissioni, ha prodotto quattro programmi televisivi: Matera City Monitor che si occupa dei problemi della città di Matera, C'è tempo,Ciutt Ciutt 'mminz a la chiozz e Fuori scena.
I programmi sono arricchiti da un parterre di comici, spesso disturbatori, e di anchormen. Altri volti e penne importanti dell'emittente sono quelli di Antonella Losignore, Francesco Giusto e Rosa Cosola.

### Diffusione via satellite
L'editore TRM Network ha attivato una propria frequenza satellitare durante l'aprile del 2015. Su questa frequenza viene diffuso il canale TRM h24 in modalità free to air. Essendo privo di criptaggio, il canale è ricevibile in tutta Europa, nel Medio Oriente e in Nordafrica; trasmette in SDTV, ma per vederlo è necessario un set-top box abilitato a ricevere i canali in alta definizione. Il canale utilizza infatti lo standard DVB-S2 con codifica MPEG-4, e di conseguenza, pur trasmettendo in SDTV è visibile soltanto con i ricevitori specifici per l'HD.
A partire dalle ore 6:00 del 6 maggio 2015, TRM h24 viene incluso nella numerazione ufficiale della piattaforma Sky Italia: è disponibile sul canale 519 dello Sky Box HD.

## Programmi
- Videogiornale, notiziario
- Luglio materano
- Videogiovani, programma di attualità
- Rioni punto a capo
- Matera City Network
- Striscia d'argento
- Cucù, contenitore
- Aspettando il due luglio
- Matera City Monitor, programma di attualità
- C'è tempo
- Ciutt Ciutt 'mminz a la chiozz
- Fuori scena